# 오스티나토

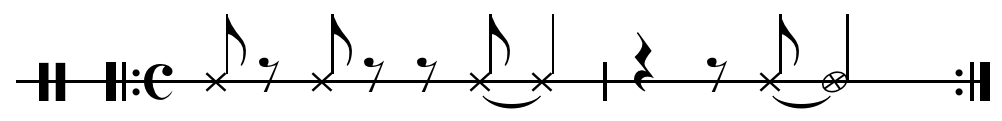

오스티나토(영어: ostinato)는 저음이 같은 선율을 끊임없이 반복하는 것을 말한다. 대신 위 성부의 화성과 선율이 바뀌면서 음악이 진행하게 된다.
바로크 시대의 음악에서 많이 쓰였으며, 잘 알려진 예로 파헬벨의 카논이 있다.
파사칼리아도 비슷한 형식이지만, 저음에 있던 선율이 위 성부로 올라갈 수 있다는 점이 다르다.

## 같이 보기
- 훅 (음악)
- 라이트모티프
- 시퀀서